# Test apsorpcije (13C2) oksalata
Test apsorpcije [13C2] oksalata se izvodi kod pacijenata sa dokazanom hiperoksalurijom, obeleženim izotopom ugljenika, u cilju razlikovanja osnovnog uzroka nastanka poremećaja i pravilnog izbora načina lečenja.

## Opšta razmatranja
Hiperoksalurija je važan faktor rizika u nastanku kalcijum oksalatne Kamen u bubregukalkuloze]], koja može nastati kao posledica:
- naslednih poremećaja u metabolizmu oksalne kiseline (endogena ili primarna hiperoksalurija)
- usled povećanog unosa oksalne kiseline hranom,
- zbog povećanog stepena apsorpcije pri različitim patološkim stanjima u intestinalnom traktu (egzogena ili sekundarna hiperoksalurija).[2]

## Način izvođenja
Test se izvodi u bolničkim uslovima, nakon unosa 2.400 mL tečnosti na dan i posle dvodnevne standardne dijete, na sledeći način:
I dan
- Od 8 do 20h: sakupljanje urina (+30 mL 2,5 mol/L HCl)
- Od 20 do 8h: sakupljanje urina (+30 mL 2,5 mol/L HCl)

II dan
- U 8h: unos 33,8 mg obeleženog radioizotop ugljenika  [13C2] oksalne kiseline u formi natrijumove soli u kapsuli od 50 mg
- U 9h: doručak
- Od 8 do 14h: sakupljanje urina (+15 mL 2,5 mol/L HCl)
- U 14h: ručak
- Od 14 do 20h: sakupljanje urina (+15 mL 2,5 mol/L HCl)
- Od 20 do 8h: sakupljanje urina (+30 mL 2,5 mol/L HCl)

Nivo ekskretovanog oksalata obeleženog radioizotopom ugljenika u 24h uzorcima urina sakupljanih I i II dana određuje se gasnom hromatografijom. Razlika u nivoima veća od 10% smatra se značajnom.